# Corgoň

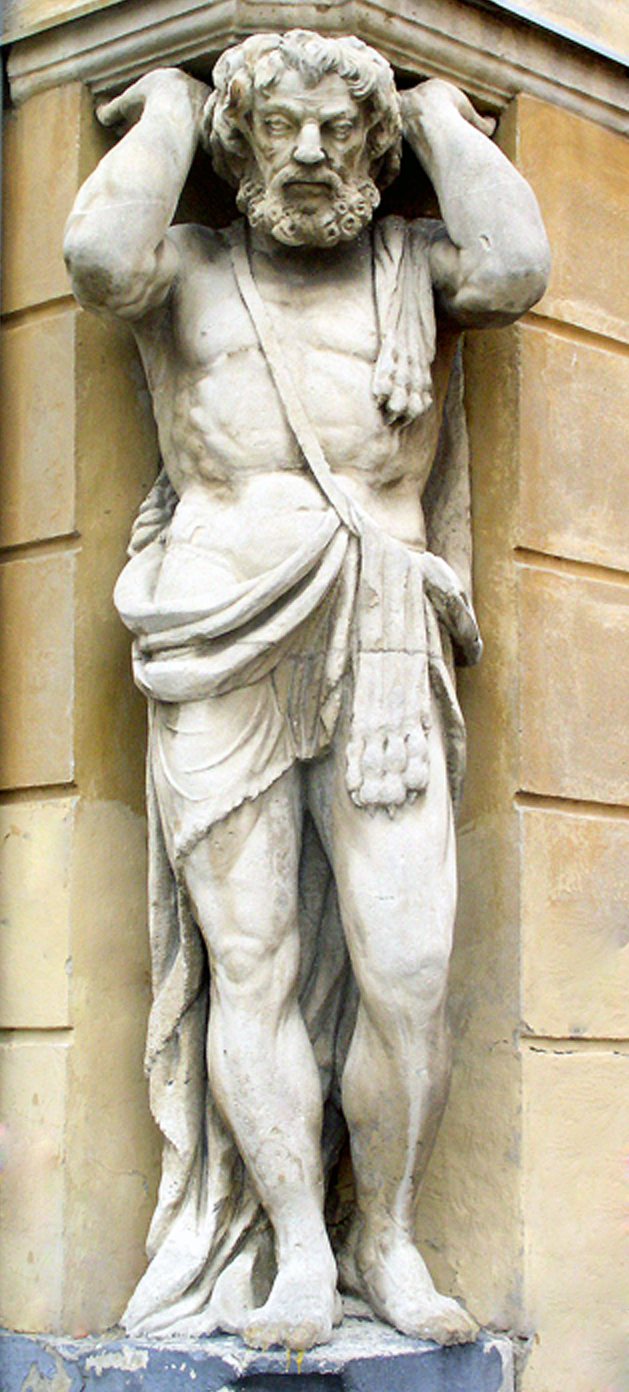

Corgoň (Phiên âm tiếng Slovak: [ˈtsɔrɡɔɲ]) là một bức tượng tại Nitra, Slovakia. Corgoň được tạo tác bởi nhà điêu khắc Vavrinec Dunajský vào năm 1820. Tác phẩm điêu khắc này vừa là điểm nhấn và cũng là biểu tượng của thành phố Nitra.
Theo như truyền thuyết địa phương, Corgoň là một người thợ rèn sống ở Nitra. Corgoň được miêu tả là một người đàn ông lực lưỡng, có tầm vóc hơn người, cơ bắp cuồn cuộn. Mỗi lần Corgoň giáng búa xuống cái đe của thợ rèn thì toàn bộ thị trấn trên cao (Upper town) đều rung chuyển. Chính Corgoň là người đã cứu lấy thị trấn khi quân Thổ vây hãm lâu đài Nitra. Vừa lúc quân xâm lược định leo lên tường thành của lâu đài thì đã bị Corgoň từ lò rèn lao ra chặn đứng. Từ trên cao, Corgoň lăn xuống những tảng đá khổng lồ, phá cho lũ giặc tan tành. Tuy vậy, những tảng đá khổng lồ cũng chẳng làm quân Thổ khiếp sợ bằng khuôn mặt đen như than và bốc khói nghìn nghịt của Corgoň. Sự hiện diện của Corgoň đã làm cho quân giặc “hồn xiêu phách lạc” mà bỏ chạy. Tương truyền rằng, Corgoň xẻ những tảng đá này nơi vách núi có quỷ dữ ngự trị. Nhờ Corgoň mà thị trấn mới được bình yên qua khỏi cuộc tấn công lần đầu tiên của quân Thổ. Lúc bấy giờ, ở gần Nitra cũng có một người được sánh với Corgoň do có sức mạnh phi thường. Có thể nói, tượng Corgoň là hình ảnh bất diệt cho sức mạnh vô song của người thợ rèn đã cứu cả thị trấn.
Ngoài ra, tượng Corgoň còn được miêu tả như tượng Atlas. Trong thần thoại Hy Lạp, Atlas bị các vị thần trừng phạt phải vĩnh viễn đỡ lấy cột trụ trời, để bầu trời không sụp xuống. Sau này, Atlas được miêu tả là phải gánh trên vai cả quả địa cầu.
Lấy cảm hứng từ Atlas, hình tượng của Corgoň là đỡ lấy cả một tầng nhà. Điều này tượng trưng cho lòng quả cảm của Corgoň khi bảo vệ Nitra trước sự xâm lăng của quân Thổ.